# Principia Mathematica
Principia Mathematica er en bog om matematisk logik skrevet af Bertrand Russell og Alfred North Whitehead, udgivet i tre bind i henholdsvis 1910, 1912 og 1913. Dens formål var at beskrive et sæt af aksiomer og slutningsregler i symbolsk logik, hvorfra alle matematiske sandheder i princippet kunne bevises. 
Whitehead og Russell arbejdede på et så fundamentalt niveau af matematik og logik, at det først var på side 89 i bind II, at de nåede frem til at bevise at 1+1=2. Det matematiske bevis ledsages af den humoristiske kommentar "Udsagnet er til tider praktisk."
Whitehead og Russel troede først at det ville tage dem et år at skrive Principia Mathematica, men det endte med at tage dem ti år. For at gøre det endnu værre, var værket blevet så langt da det skulle udgives (mere end 2000 sider) og dets publikum var så smalt (professionelle matematikere) at den blev udgivet med et tab på 600 pund (realværdi i 2015: ca. 53.570 pund), hvoraf de 300 blev betalt af Cambridge University Press, 200 af Royal Society of London, 50 hver af Whitehead og Russell selv. Til trods for dette tab er der næppe noget akademisk bibliotek i dag der ikke har en udgave af Principia Mathematica.
Principia Mathematicas virkningshistorie er blandet. Det er generelt accepteret at Gödels ufuldstændighedssætning 1931 definitivt viste, at for et hvilket som helst set af aksiomer og slutningsregler ville der altid være nogle sandheder tilbage som ikke kunne udledes af dem, og dermed er målsætningen i Principia Mathematica uopnåelig. Men Kurt Gödel ville ikke have kommet frem til denne konklusion uden Whiteheads og Russells bog. På den måde kan arven fra Principia Mathematica siges at være dens nøglerolle i beviset af det umulige i at opfylde dens målsætning. Udover dette populariserede bogen moderne matematisk logik, og skabte vigtige forbindelser mellem logik, erkendelsesteori og metafysik.